# Aussi simple que cela
Pour plus de détails, voir Fiche technique et Distribution.
Aussi simple que cela (به همین سادگی, Be Hamin Sādegi) est un film dramatique iranien réalisé par Reza Mirkarimi et sorti en 2008.
Il remporte le George d'or lors du 30e Festival international du film de Moscou. Aussi simple que cela marque une étape importante dans le cinéma iranien actuel en tant que rare représentation réaliste d'une femme issue de la classe moyenne.

## Synopsis
L'histoire raconte la journée de Tahera, mère de deux jeunes enfants (un garçon et une fille). Tahera se sent seule à cause de l'emploi du temps chargé de son mari, ingénieur civil. De plus, les problèmes liés à ses enfants la rendent nerveuse. Issue d'une famille campagnarde, elle a du mal à supporter de vivre loin de son village. Déprimée, elle trouve son bonheur dans le souvenir du passé. Elle souhaiterait quitter sa famille pour un temps et rejoindre son frère dans leur province, mais les circonstances ne sont plus ce qu'elles étaient.

## Fiche technique
- Titre français : Aussi simple que cela[3],[4]
- Titre original persan : به همین سادگی, Be Hamin Sādegi[5],[6]
- Réalisation : Reza Mirkarimi
- Scénario : Reza Mirkarimi, Shadmehr Rastin
- Photographie : Mohammad Aladpoush
- Montage : Reza Mirkarimi
- Musique : Mehran Malakuti
- Production : Reza Mirkarimi
- Sociétés de production : Soureh Cinema
- Pays de production :  Iran
- Langues originales : persan
- Format : Couleurs - 1,85:1 - Son Dolby Digital
- Genre : Drame
- Durée : 95 minutes
- Dates de sortie :
  - Iran : 1er février 2008 (Festival international du film de Fajr) ; 20 mars 2008 (sortie nationale)

## Distribution
- Hengameh Ghaziani : Tahera
- Mehran Kashani (fa) : Amir
- Safa Aghajani (fa)
- Parvaneh Ahmadi
- Ahmad Akeshteh
- Nastaran Hamdam Ali
- Nayereh Farahani
- Nireh Farhani
- Nastaran Hamdamali
- Haleh Homapour
- Mohsen Hosseini
- Mohammad Jafar Jafarpour
- Behnoosh Khaleghi
- Behnoosh Sadeghi